# Francesca Michielin
Francesca Michielin (Bassano del Grappa, 25 de fevereiro de 1995) é uma cantora italiana. Durante a sua juventude, ingressou em competições de canto e venceu o The X Factor. Como efeito, entrou para Sony Music, pela qual lançou seus primeiros trabalhos discográficos. Francesca representou a Itália no Festival Eurovisão da Canção 2016 em Estocolmo, na Suécia.

## Vida pessoal
Francesca Michielin nasceu em 25 de fevereiro de 1995 em Bassano del Grappa, Província de Vicenza. Filha de Vanna Moro e Tiziano Michielin, tem apenas um irmão, Filippo. Sua primeira aproximação com o mundo da música iniciou-se quando ela começou a frequentar aulas de piano, e mais tarde ela começou a estudar baixo também. Aos 14 anos, começou a cantar música gospel junto ao coral da igreja de sua comunidade. Graças a seu irmão, ela desenvolveu um interesse em música rock, e mais tarde ela estava centrada em artistas como Bon Iver, Jeff Buckley e Damien Rice.

## Carreira artística

### 2011-12:The X Factor
Michielin ingressou na quinta temporada do The X Factor, cantando "Whole Lotta Love" de Led Zeppelin. Orientada por Simona Ventura, durante as apresentações ao vivo, ela cantou músicas como "Someone Like You" de Adele, "Roadhouse Blues" de The Doors e "Higher Ground" de Stevie Wonder.
Em 29 de dezembro de 2011, durante a semi-final, Michielin cantou pela primeira vez a canção inédita "Distratto", escrita por Elisa Toffoli e Roberto Casalino. Na semana seguinte, na final em 5 de janeiro de 2012, ela foi anunciada como a vencedora, ficando a frente dos vice-campeões I Moderni. O prêmio foi um contrato discográfico com a Sony Music, estimado no valor de 300 mil euros.

### DistrattoeRiflessi di me
Em 6 de janeiro de 2012, "Distratto" foi lançado para download digital através de extended play (EP) contendo mais três faixas "Whole Lotta Love", "Someone Like You" e "Higher Ground". Seis dias depois, em 12 de janeiro, a canção estreou na primeira posição do Italian Singles Chart, e recebeu a certificação de platina duplo pela Federation of the Italian Music Industry (FIMI), por vendas superiores a 60 mil exemplares. A canção foi incluída no extended play (EP) homônimo Distratto lançado em 24 de janeiro de 2012. O EP contém regravações de suas versões cantadas durante sua participação no The X Factor.
Seu segundo single, "Sola", foi lançado em 31 de agosto de 2012. Esta faixa promocional, procede seu álbum de estreia intitulado Riflessi di me, que tem as colaborações do produtor Andrea Rigonat e dos cantores-compositores Elisa Toffoli e Roberto Casalino.